# Grand Prix Formule 1 van Spanje 1989
De Grand Prix Formule 1 van Spanje 1989 werd gehouden op 1 oktober 1989 in Jerez.

## Uitslag
| Positie | Nummer | Rijder                | Team                  | Ronden | Tijd/Opgave         | Startplaats | Punten |
| ------- | ------ | --------------------- | --------------------- | ------ | ------------------- | ----------- | ------ |
| 1       | 1      | Ayrton Senna          | McLaren-Honda         | 73     | 1:47:48.264         | 1           | 9      |
| 2       | 28     | Gerhard Berger        | Ferrari               | 73     | + 27.051            | 2           | 6      |
| 3       | 2      | Alain Prost           | McLaren-Honda         | 73     | + 53.788            | 3           | 4      |
| 4       | 4      | Jean Alesi            | Tyrrell-Ford          | 72     | + 1 Ronde           | 9           | 3      |
| 5       | 6      | Riccardo Patrese      | Williams-Renault      | 72     | + 1 Ronde           | 6           | 2      |
| 6       | 30     | Philippe Alliot       | Larrousse-Lamborghini | 72     | + 1 Ronde           | 5           | 1      |
| 7       | 22     | Andrea de Cesaris     | Dallara-Ford          | 72     | + 1 Ronde           | 15          |        |
| 8       | 11     | Nelson Piquet         | Lotus-Judd            | 71     | + 2 Rondes          | 7           |        |
| 9       | 9      | Derek Warwick         | Arrows-Ford           | 71     | + 2 Rondes          | 16          |        |
| 10      | 3      | Jonathan Palmer       | Tyrrell-Ford          | 71     | + 2 Rondes          | 13          |        |
| NF      | 10     | Eddie Cheever         | Arrows-Ford           | 61     | Motor               | 22          |        |
| NF      | 20     | Emanuele Pirro        | Benetton-Ford         | 59     | Spin                | 10          |        |
| NF      | 21     | Alex Caffi            | Dallara-Ford          | 55     | Motor               | 23          |        |
| NF      | 7      | Martin Brundle        | Brabham-Judd          | 51     | Spin                | 8           |        |
| NF      | 15     | Maurício Gugelmin     | March-Judd            | 47     | Botsing             | 26          |        |
| NF      | 24     | Luis Perez-Sala       | Minardi-Ford          | 47     | Spin                | 20          |        |
| NF      | 5      | Thierry Boutsen       | Williams-Renault      | 40     | Brandstofpomp       | 21          |        |
| NF      | 26     | Olivier Grouillard    | Ligier-Ford           | 34     | Motor               | 24          |        |
| NF      | 23     | Pierluigi Martini     | Minardi-Ford          | 27     | Spin                | 4           |        |
| NF      | 16     | Ivan Capelli          | March-Judd            | 23     | Transmissie         | 19          |        |
| NF      | 37     | Jyrki Järvilehto      | Onyx-Ford             | 20     | Versnellingsbak     | 17          |        |
| NF      | 18     | Piercarlo Ghinzani    | Osella-Ford           | 17     | Versnellingsbak     | 25          |        |
| NF      | 19     | Alessandro Nannini    | Benetton-Ford         | 14     | Spin                | 14          |        |
| NF      | 8      | Stefano Modena        | Brabham-Judd          | 11     | Elektrisch probleem | 12          |        |
| NF      | 17     | Nicola Larini         | Osella-Ford           | 6      | Ophanging           | 11          |        |
| NF      | 12     | Satoru Nakajima       | Lotus-Judd            | 0      | Botsing             | 18          |        |
| NQ      | 25     | René Arnoux           | Ligier-Ford           |        |                     |             |        |
| NQ      | 39     | Pierre-Henri Raphanel | Rial-Ford             |        |                     |             |        |
| NQ      | 38     | Gregor Foitek         | Rial-Ford             |        |                     |             |        |
| PQ      | 40     | Gabriele Tarquini     | AGS-Ford              |        |                     |             |        |
| PQ      | 36     | Stefan Johansson      | Onyx-Ford             |        |                     |             |        |
| PQ      | 31     | Roberto Moreno        | Coloni-Ford           |        |                     |             |        |
| PQ      | 29     | Michele Alboreto      | Larrousse-Lamborghini |        |                     |             |        |
| PQ      | 35     | Aguri Suzuki          | Zakspeed-Yamaha       |        |                     |             |        |
| PQ      | 41     | Yannick Dalmas        | AGS-Ford              |        |                     |             |        |
| PQ      | 34     | Bernd Schneider       | Zakspeed-Yamaha       |        |                     |             |        |
| PQ      | 33     | Oscar Larrauri        | EuroBrun-Judd         |        |                     |             |        |
| PQ      | 32     | Enrico Bertaggia      | Coloni-Ford           |        |                     |             |        |

## Wetenswaardigheden
- Door een straf opgelopen tijdens de Grand Prix van Portugal (Mansell reed daar onder een zwarte vlag Ayrton Senna van de baan) kwam Nigel Mansell niet in actie.

## Statistieken
| Pole-position | Ayrton Senna | McLaren-Honda | 1:20.291 |
| Snelste ronde | Ayrton Senna | McLaren-Honda | 1:25.779 |

## Noot
- Dit was de vijfde Grand Slam voor een Braziliaanse coureur.

1913 · 1923 · 1926 · 1927 · 1933 · 1934 · 1935 · 1951 · 1954 · 1967 · 1968 · 1969 · 1970 · 1971 · 1972 · 1973 · 1974 · 1975 · 1976 · 1977 · 1978 · 1979 · 1980 · 1981 · 1986 · 1987 · 1988 · 1989 · 1990 · 1991 · 1992 · 1993 · 1994 · 1995 · 1996 · 1997 · 1998 · 1999 · 2000 · 2001 · 2002 · 2003 · 2004 · 2005 · 2006 · 2007 · 2008 · 2009 · 2010 · 2011 · 2012 · 2013 · 2014 · 2015 · 2016 · 2017 · 2018 · 2019 · 2020 · 2021 · 2022 · 2023 · 2024 · 2025 · 2026